# Brooklyn Eagle
El Brooklyn Eagle (originalment amb el nom conjunt de The Brooklyn Eagle i Kings County Democrat, més tard The Brooklyn Daily Eagle abans d'escurçar més el títol a Brooklyn Eagle) va ser un diari de tarda publicat a la ciutat i més tard al districte de Brooklyn, a la ciutat de Nova York, durant 114 anys, del 1841 al 1955. En un moment donat, va ser el diari de tarda amb més tirada diària als Estats Units. Walt Whitman, el poeta del segle xix, va ser-ne l'editor durant dos anys. Altres editors notables de l'Eagle foren la figura política del Partit Demòcrata Thomas Kinsella, el folklorista fonamental Charles Montgomery Skinner, St. Clair McKelway (editor en cap de 1894 a 1915 i besoncle del periodista del New Yorker), Arthur M. Howe (un destacat nord-americà canadenc que va exercir com a redactor en cap de 1915 a 1931 i com a membre del Consell Assessor del Premi Pulitzer de 1920 a 1946) i Cleveland Rodgers (una autoritat sobre Whitman i amic íntim de Robert Moses que va ser editor en cap de 1931 a 1938 abans de servir com a membre influent de la Comissió de Planificació de la Ciutat de Nova York fins a 1951).
El diari va afegir "Daily" al seu nom com a The Brooklyn Daily Eagle and Kings County Democrat l'1 de juny de 1846. El nom de la capçalera es va escurçar el 14 de maig de 1849 a The Brooklyn Daily Eagle, però el capçal inferior va mantenir el nom polític fins al 8 de juny. El 5 de setembre de 1938, el nom es va escurçar encara més, a Brooklyn Eagle, amb The Brooklyn Daily Eagle continuant apareixent a sota de la capçalera de la pàgina editorial, fins al final de la seva publicació original el 1955. El diari va deixar de publicar-se l'any 1955 a causa d'una vaga prolongada. Es va recuperar breument de la fallida entre 1960 i 1963.
L'any 1996 es va començar a publicar una nova versió del Brooklyn Eagle com a un renaixement de les tradicions del vell diari. No té cap relació comercial amb l'Eagle original (el nom havia perdut la protecció de la marca registrada). El nou diari publica un article històric/nostàlgic diari anomenat "En aquest dia de la història", format per molt material de les pàgines de l'antic Eagle original.

## Arxiu
La Biblioteca Pública de Brooklyn va mantenir un arxiu en línia dels números originals del Brooklyn Daily Eagle que abastaven els anys 1841 fins al 1955, una enquesta enciclopèdica virtual de la història de la ciutat i el districte posterior de Brooklyn durant més d'un segle. L'arxiu va ser comprat per Ancestry.com per al seu lloc web newspapers.com. Una disposició del seu contracte amb BPL requereix que el material es proporcioni als visitants del lloc sense subscripció, a diferència de la majoria del contingut de newspapers.com.